# Onur Demir
Onur Demir (* 10. Oktober 1991 in Tirebolu) ist ein türkischer Fußballspieler.

## Karriere
Demir begann 2003 in der Nachwuchsabteilung von Acarspor Tes.Yat.Tic. und wechselte 2007 in die Nachwuchsabteilung von Giresunspor. Hier erhielt er zwar 2009 einen Profivertrag, spielte aber weiterhin überwiegend für die Reservemannschaft. Er nahm aber auch am Training der Profimannschaft teil und befand sich auch mehrere Male im Mannschaftsaufgebot für Pflichtspiele. Im Winter 2009/10 absolvierte er eine Pokal und eine Zweitligabegegnung. Die nachfolgenden eineinhalb Spielzeiten war er ausschließlich für die Reservemannschaft aktiv. In der Winterpause der Saison 2011/12 wurde er an den Viertligisten Pazarspor ausgeliehen und kehrte erst im Sommer 2013 zu Giresunspor zurück. Mit Pazarspor erreichte er in der Viertligasaison 2012/13 den Playoff-Sieg der TFF 3. Lig und damit den Aufstieg in die TFF 2. Lig.
Zur Giresunspor zurückgekehrt eroberte er sich phasenweise einen Stammplatz und absolvierte bis zum Saisonende 18 Ligaspiele. Mit Giresunspor beendete er die Saison 2013/14 als Meister der TFF 2. Lig und stieg in die TFF 1. Lig auf.

## Erfolge
Mit Pazarspor
- Playoff-Sieger der TFF 3. Lig und Aufstieg in die TFF 2. Lig: 2012/13

Mit Giresunspor
- Meister der TFF 2. Lig und Aufstieg in die TFF 1. Lig: 2013/14